# Pioneer Corporation
Pioneer Corporation es una empresa japonesa de tecnología. Se fundó en enero de 1938 como Fukuin Shokai Denki Seisakusho, cambiando su nombre el 8 de mayo de 1947. En marzo de 2007 tenía 37 622 empleados a nivel mundial.
Entre sus productos están equipos estéreo, navegadores GPS y altavoces para coche, equipos relacionados con tecnología láser, Laser Disc, Disco compacto, DVD, Blu-Ray y monitores como pantallas de plasma de alta definición. Fue la primera empresa en producir un monitor de alta definición completa (1920 x 1080) de 50 pulgadas (127 cm).[cita requerida] En años recientes esta marca se ha consolidado como líder en tecnología aplicada en equipos electrónicos para DJs.[cita requerida]
El 12 de febrero de 2009, Pioneer anunció que abandonaba la producción de televisores.
Pioneer es una reconocida marca japonesa que abarca diversas industrias, desde electrónica de consumo hasta equipos profesionales de audio y vídeo. En particular, en el ámbito de la música y el entretenimiento, Pioneer es líder en la fabricación de equipos para DJ, como reproductores de medios, mezcladores, controladores y sistemas de sonido profesional. Sus productos son conocidos por su calidad, innovación y durabilidad, y son ampliamente utilizados en clubes, eventos en vivo y estudios de grabación en todo el mundo.[cita requerida]

## Historia

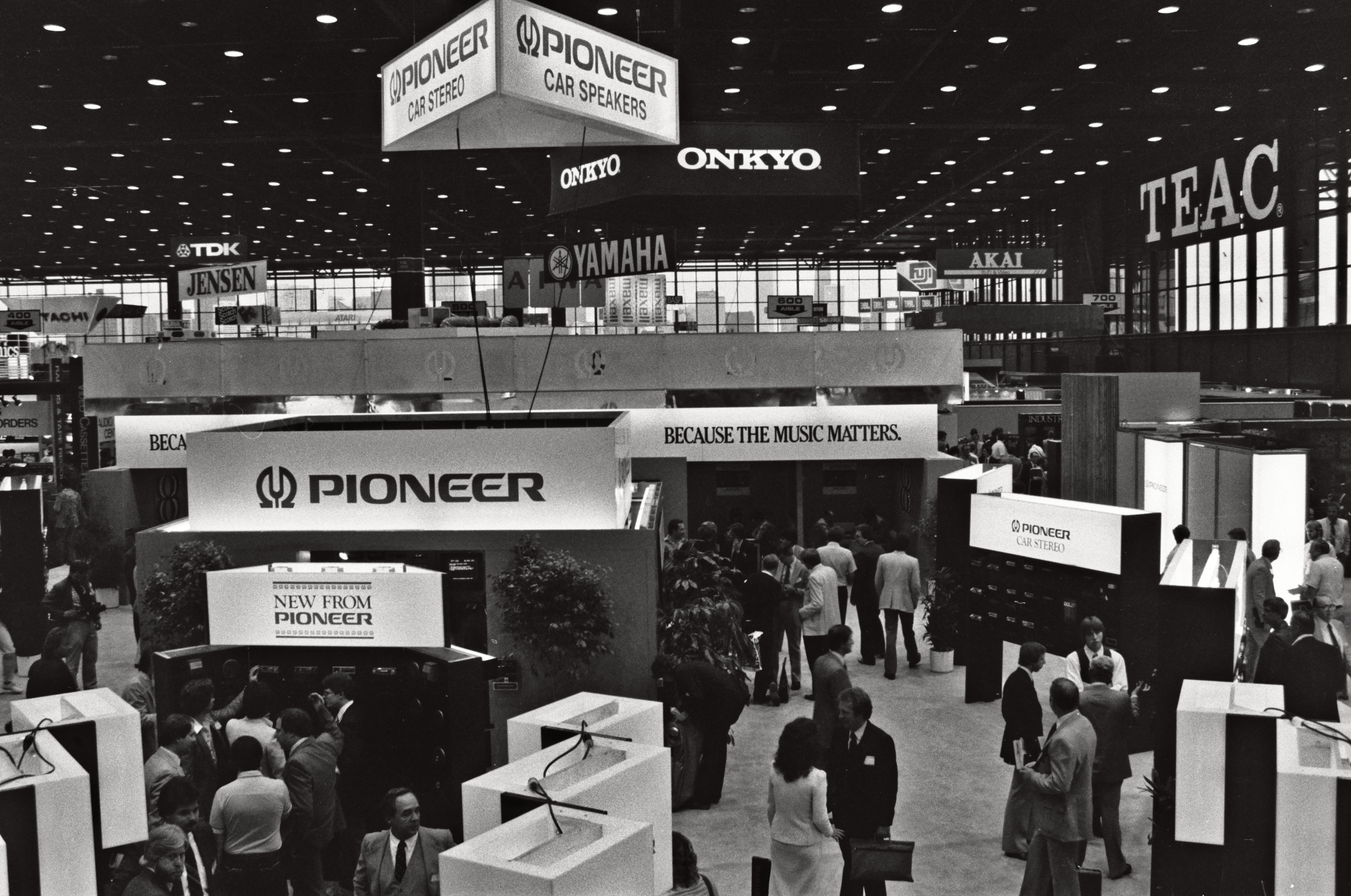
Puesto de Pioneer en la Feria Electrónica de Chicago de 1982

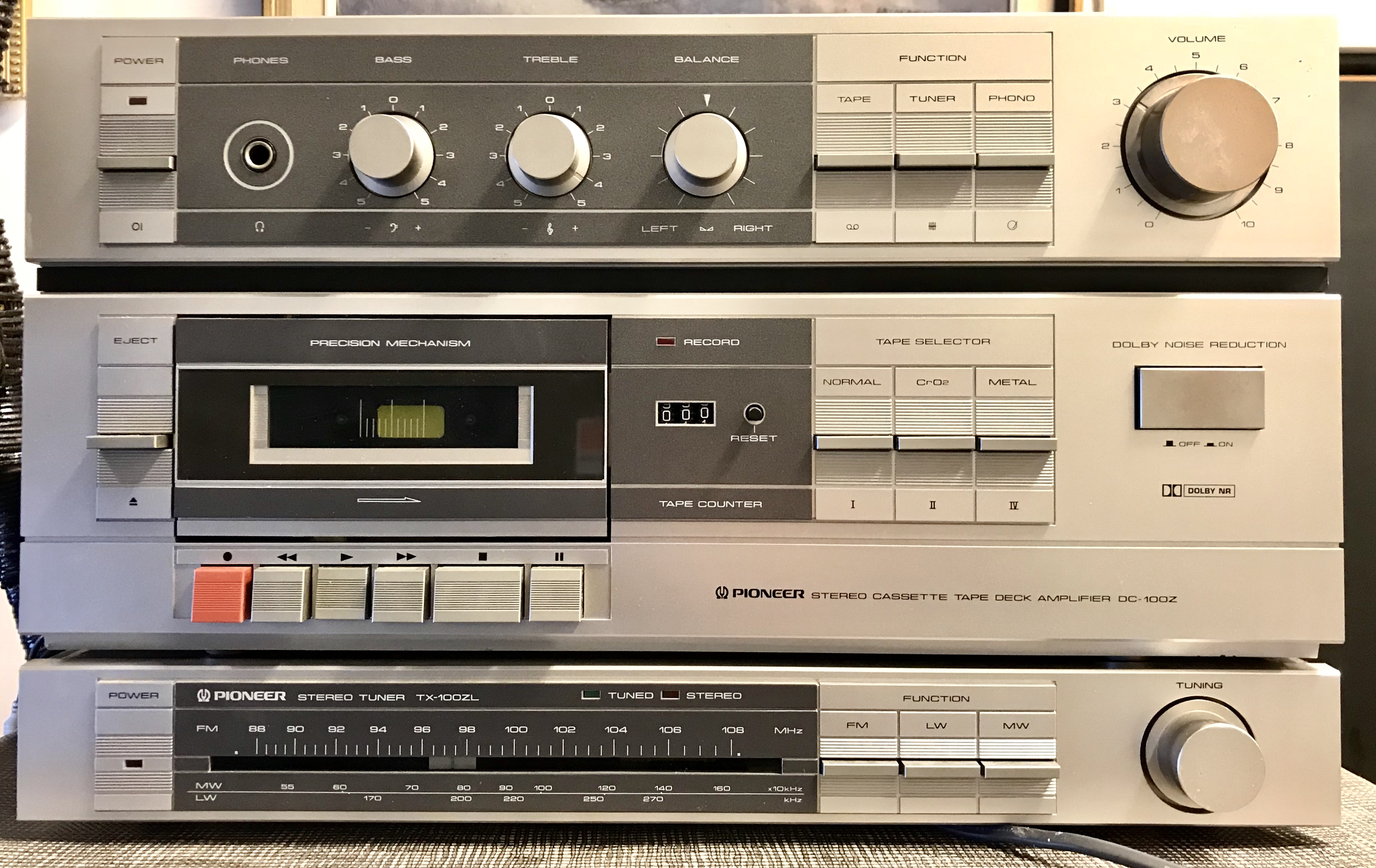
Equipo estereofónico TX-100ZL y DC-100Z

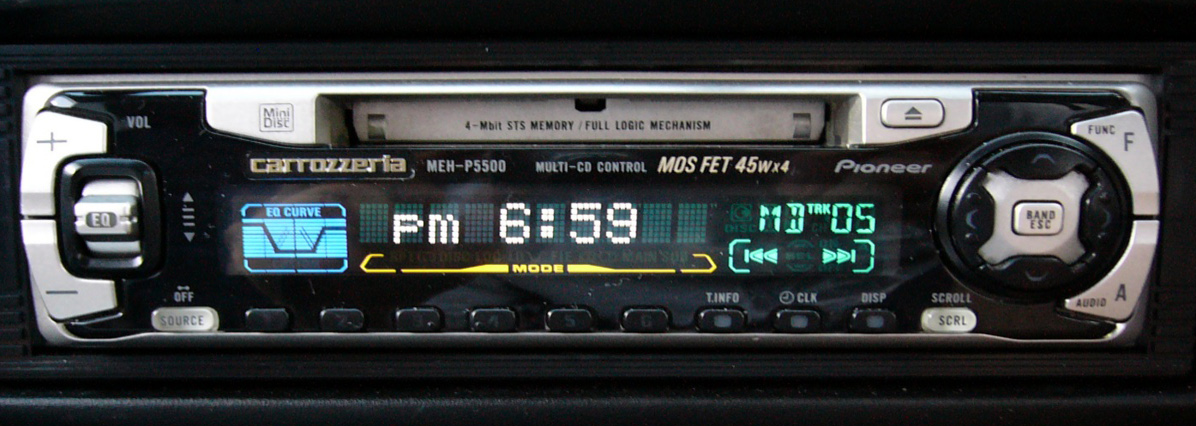
Auto estéreo Pioneer MEM-P5500

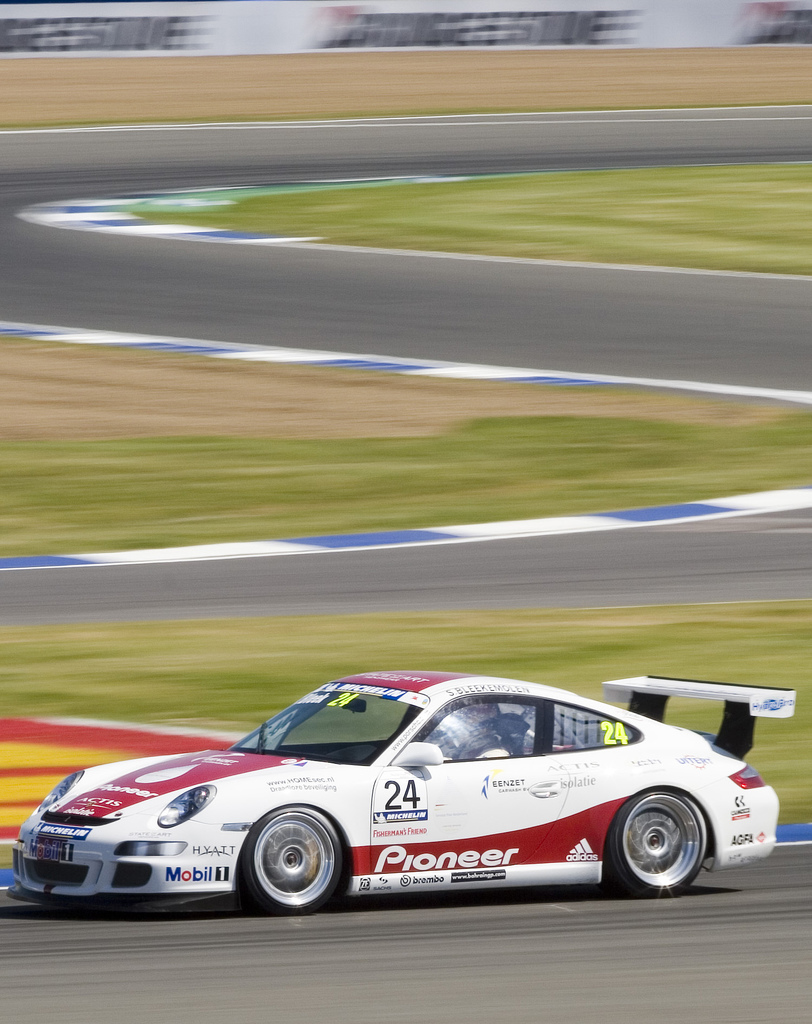
Anuncio de Pioneer en el Porsche 997 GT3 Cup de Sebastiaan Bleekemolen, en la Porsche Supercup Michelin de 2006

La compañía fue fundada el 1 de enero de 1938 como Fukuin Shokai Denki Seisakusho y pasó a llamarse Pioneer en 1961. La producción de radios para automóviles comenzó en 1963 después de haber estado involucrada en la producción de bocinas durante casi 30 años, con tecnología puntera de imán de estroncio y, que, con el moldeo de los conos en material de PP (Polipropileno), añadiendo, otro material novedoso en los bordes de los mismos, fabricado en butilo, hacia que todos estos componentes unidos, produjesen un sonido de una excelente calidad, con un amplio espectro, y de reconocida fama internacional. En España, se fabricaban inicialmente, bajo el nombre de VIETA,S.A. empresa, que estuvo vinculada a PIONEER por un largo periodo y que luego absorbería en su totalidad para crear la PIONEER ELECTRONICS ESPAÑA, S.A.(1985), creando una planta específica ubicada en la localidad de Barbera del Valles, (Barcelona); para la fabricación de una amplia gama de productos.
En 1972, se inició la investigación básica sobre el sistema del videodisco. Los primeros éxitos con el laserdisc presentado en el mismo año se produjeron en 1978. En 1990 se desarrolló el primer sistema de navegación GPS basado en CD. Pioneer presentó las primeras grabadoras de DVD con disco duro en 2002, seguidas en 2007 por la primera unidad de disco Blu-ray, que por entonces tenía un precio de 299 dólares.
Pioneer firmó una asociación estratégica con Sharp Corporation a finales de 2007 para abordar los crecientes costos del desarrollo de nuevos productos.
El 6 de febrero de 2009, el periódico empresarial japonés Nikkei anunció que Pioneer planeaba retirarse de la producción de televisores y reproductores de DVD. Debido a la fortaleza del yen japonés, que dificultaba la exportación, se puso fin a la producción y a la venta de televisores el 12 de febrero de 2009, fecha en la que también se anunciaron los resultados del ejercicio anterior. En 2008, Pioneer sufrió unas pérdidas por valor de alrededor de mil millones de dólares.
En septiembre de 2014, Pioneer vendió el 85% de su negocio de equipos de DJ al inversor financiero estadounidense KKR por 551 millones de dólares.
En marzo de 2015, la compañía vendió su segmento comercial de productos para usuarios domésticos (receptores, amplificadores, auriculares, reproductores de Blu-ray), con un 51% para el fondo de inversión chino "Baring Private Equity Asia"; y el 49% restante repartido entre otros nuevos propietarios, entre los que figuraba Onkyo, su antiguo competidor, que a su vez fusionó su propia división de consumo doméstico con la adquirida a Pioneer. Exactamente un año después, el resto del grupo Pioneer, que ahora se centra principalmente en accesorios para automóviles, trasladó su sede de Kawasaki a Tokio.
Después de una grave crisis, Baring Private Equity Asia también se hizo cargo del resto de la empresa por 904 millones de dólares estadounidenses. La cotización de la acción en la Bolsa de Tokio se suspendió el 27 de marzo de 2019. Una semana antes, el índice bursátil Nikkei 225 sustituyó a Pioneer por la compañía Omron.
Actualmente, Pioneer produce varios productos en el campo de la electrónica de consumo, como equipos de alta fidelidad para automóviles, productos para DJ y unidades de PC. Con el mezclador de efectos de cuatro canales DJM 800, Pioneer fabricó uno de los mezcladores más utilizados en el sector de clubes desde 2009 en adelante.